# Rzeźnik

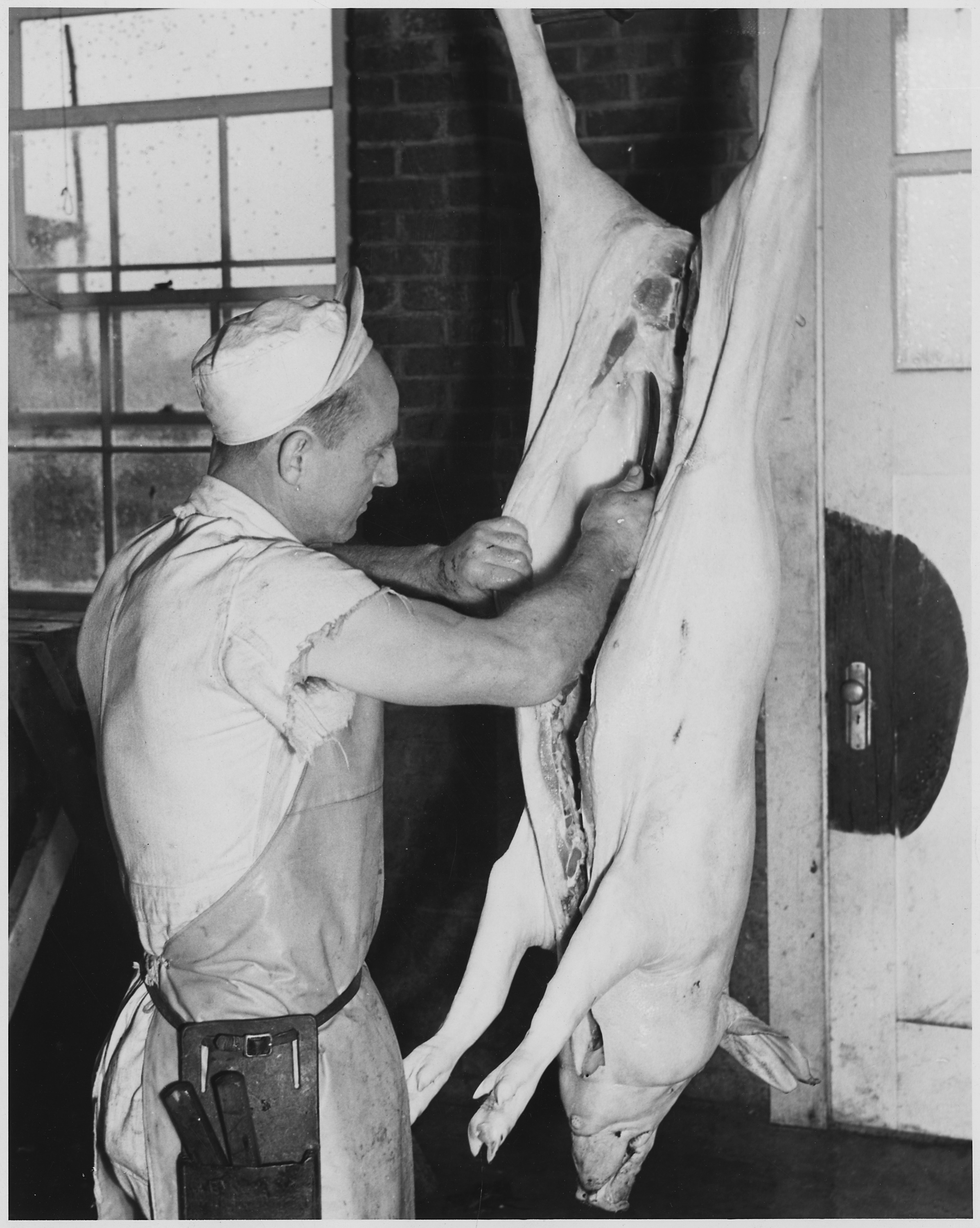
Rzeźnik z USA, fot. połowa XX w.

Rzeźnik (masarz) – zawód rzemieślniczy, osoba zajmująca się ubojem zwierząt rzeźnych, a następnie obróbką tusz poubojowych.
Niekiedy w skład kompetencji rzeźnika wchodzą również takie zadania jak:
- poddawanie mięsa obróbce termicznej,
- peklowanie,
- wędzenie,
- produkowanie wędlin i innych wyrobów garmażeryjnych. Zakład, w którym wytwarzane są wędliny nazywany jest masarnią[1].

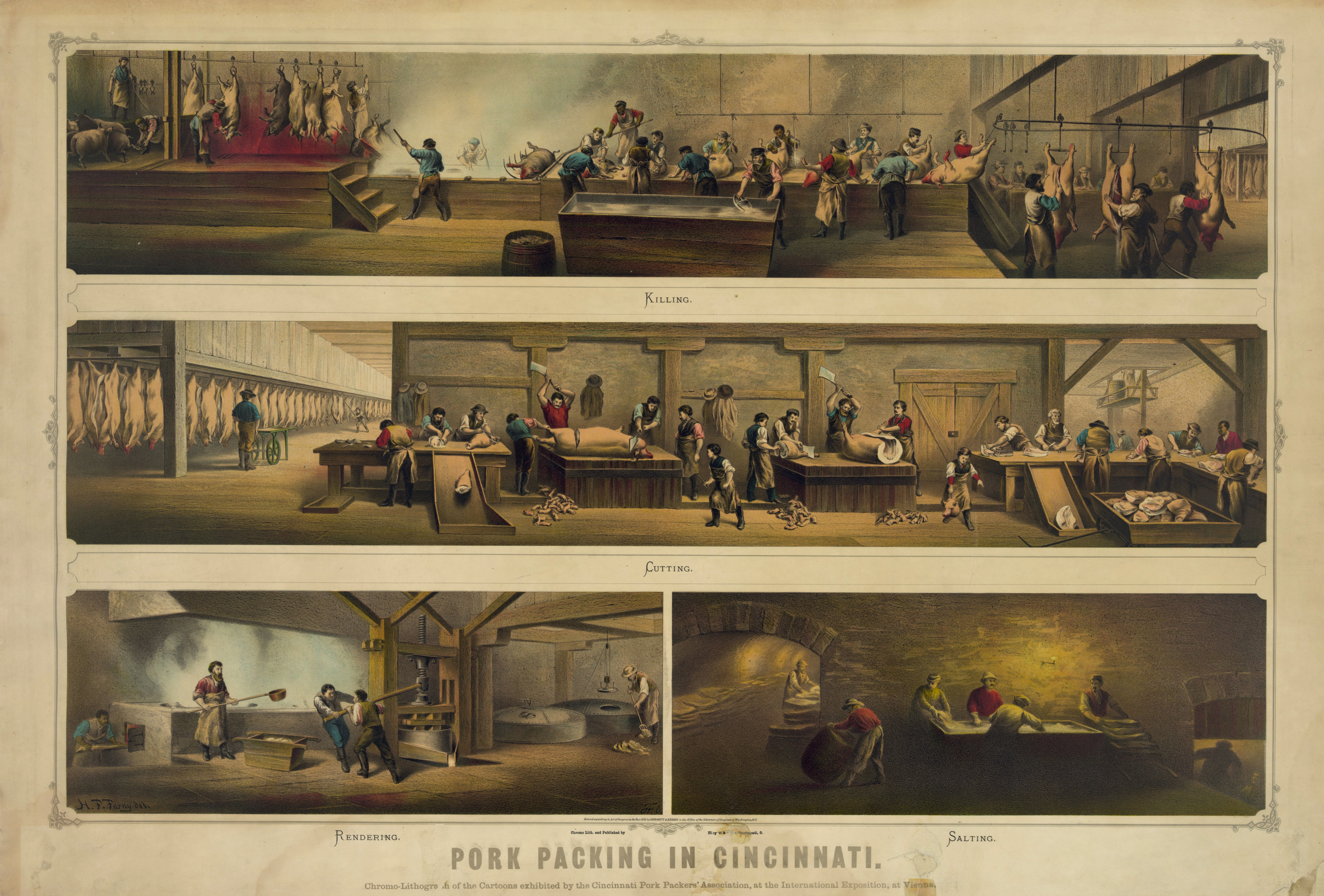
Pakowanie wieprzowiny w Cincinnati. Grafika przedstawiająca cztery sceny w pakowalni (1873)

Wymagana w tym zawodzie ze względu na rodzaj i warunki wykonywanej pracy jest sprawność i wytrzymałość fizyczna.